# Convair B-36
Die Convair B-36 „Peacemaker“ war ein US-amerikanischer Langstreckenbomber mit sechs Kolbenmotoren, der bei späteren Varianten noch mit vier zusätzlichen Strahltriebwerken ausgerüstet wurde. Er war der größte jemals von der US Air Force geflogene Bomber.
Seine Entwicklung bei Consolidated begann während des Zweiten Weltkrieges, um von Nordamerika aus nach der befürchteten Invasion Großbritanniens durch deutsche Truppen Ziele in Europa angreifen zu können. Der Typ bildete in der Frühphase des Kalten Krieges das Rückgrat des Strategic Air Command und wurde in dieser Rolle ab 1955 durch die ausschließlich strahlgetriebene Boeing B-52 ersetzt.

## Geschichte
Die Entwicklung der Maschine begann 1941 mit einer geplanten Reichweite von 16.000 Kilometern bei 4,54 Tonnen Bombenzuladung. Für den Fall, dass auf dem europäischen Kriegsschauplatz Großbritannien verloren ginge, war ein „Superbomber“ mit Reichweite USA–Europa–USA notwendig. Die Maschinen sollten daher von der Ostküste der Vereinigten Staaten starten, ihre Bombenlast über Zielen in Europa abwerfen und dann in die USA zurückkehren. Dabei sollte Island als Zwischenstation dienen. Ab Mai 1940 war dieses zunächst von britischen Truppen besetzt, die im Juli 1941 von US-Truppen weitgehend ersetzt wurden. Vor dem Hintergrund des sich abzeichnenden Kalten Krieges wurde das Projekt auch nach der Kapitulation der Achsenmächte fortgesetzt. Von Ende der 1940er Jahre an war das Flugzeug als Träger von Atomwaffen vorgesehen.
Der Erstflug fand am 8. August 1946 durch die XB-36 in Fort Worth statt. Das Flugzeug wurde von 1947 bis 1954 in Serie gebaut. Am 26. Juni 1948 waren die ersten B-36 bei der 7th Bombardement Group einsatzbereit. Die letzte B-36 wurde am 12. Februar 1959 außer Dienst gestellt und durch die Boeing B-52 abgelöst. Der letzte Flug einer B-36 erfolgte am 30. April 1959, als die B-36J mit der Seriennummer 52 - 2220 ins National Museum of the United States Air Force überführt wurde. Die B-36 konnte nach Anpassungen im Bombenschacht zwei Exemplare der schwersten konventionellen Bombe, der T-12 „Cloudmaker“, mit je 20 Tonnen Gewicht mitführen.
Die ersten Serien der B-36 hatten reinen Propellerantrieb. Die sechs Pratt-&-Whitney-R-4360-Triebwerke mit Druckpropeller waren hinten in den Tragflächen angebracht und leisteten zusammen zuerst 18.000 PS, später 22.500 PS. Diese Anordnung der Triebwerke verhinderte Turbulenzen, die den Luftstrom über den Tragflächen gestört hätten, erschwerte aber gleichzeitig die Kühlung der Motoren. Ab der B-36D-Serie wurden zusätzlich vier Strahltriebwerke vom Typ General Electric J47 in Zwillingsgondeln außen an den Tragflächen angebracht, um die Startgeschwindigkeit, die Flughöhe und die Fluggeschwindigkeit im Zielgebiet steigern zu können. Im normalen Flug blieben die Turbinen meist abgeschaltet, um Treibstoff zu sparen. Alle existierenden B-36B wurden ebenfalls mit den Strahltriebwerken nachgerüstet. So erhielt die B-36 den Spitznamen „six turnin’ and four burnin’ “ (sechs drehen und vier brennen).
Das Flugzeug wies darüber hinaus eine Reihe von Besonderheiten auf. So teilte sich der Aufenthaltsbereich für die Besatzung in zwei Druckkabinen auf: eine größere mit dem Cockpit und den Unterkünften im Bug des Flugzeugs und einer kleineren mit Arbeitsplätzen für Waffenbediener und Aufklärer im Heck. Beide waren durch einen ebenfalls druckausgeglichenen Kriechtunnel verbunden. Die Räume für die Besatzung waren wegen der langen Operationsdauer vergleichsweise luxuriös ausgestattet, unter anderem mit Schlaf-, Wasch- und Kochgelegenheiten. Die Außenhülle bestand im Bereich der Druckkabinen aus Aluminium, beim Rest des Flugzeugs aus Magnesium.
Die B-36 hatte zu Beginn große Probleme mit Triebwerksbränden und anderen Fehlfunktionen. Technische Ursachen waren die schlechten Kühlungseigenschaften der Propellertriebwerke in der dünnen und damit wenig wärmeaufnahmefähigen Luft der großen Flughöhen. Die häufig auftretende Vereisung der Vergaser führte zu Austritten von Treibstoff, der sich häufig entzündete. Auch die starken Vibrationen der Propellerantriebe lösten Schwierigkeiten aus, ebenso die Flexibilität des langen Bugs, der sich bei Turbulenzen für die Besatzung spürbar bewegte. Die Anfangs acht Zwillings-Maschinenkanonen des Flugzeugs funktionierten unzureichend. Ihre Radarsteuerung war anfällig für Funkstörungen und es kam häufig zu Ladehemmungen. Aus diesem Grund wurde bald alle außer der Heck-Geschützstation wieder ausgebaut. Allerdings sollte sich das Flugzeug ohnehin nicht primär kämpfend gegen Jagdflugzeuge verteidigen. Vielmehr wurde darauf gesetzt, dass Jäger in der Flughöhe der B-36 kaum operieren und sie bekämpfen konnten. Zudem sollte der strategische Bomber, insbesondere in der schnelleren, jetunterstützten Variante, nur möglichst kurze Zeit über feindlichem Territorium bleiben müssen.
Besonders aus der United States Navy kam heftige Kritik am Projekt. Als eigenes Projekt entwarf die Navy den Flugzeugträger United States, der als mobiler Stützpunkt für Atombomber dienen sollte. Letztendlich setzte sich die Air Force durch und bekam die B-36. Daraus entwickelte sich der Aufstand der Admirale.
Von 1950 bis 1951 entwickelte Convair aus der B-36 den achtstrahligen Langstreckenbomber B-60 als Konkurrenzentwurf zur Boeing B-52. Ab 1942 wurde parallel zur B-36 eine als C-99 bezeichnete Transportflugzeugvariante entwickelt, die das Tragwerk einschließlich der Triebwerke des Bombers verwendete.
Zwischen 1948 und 1959 war die B-36 bei insgesamt sechs Bomber- und vier Aufklärungsgeschwadern des Strategic Air Command in Dienst. Dies waren die 6th, 7th, 11th, 42nd, 92nd und 95th Bombardment Wings (Heavy) und die 5th, 28th, 72nd und 99th Strategic Reconnaissance Wings (Heavy).
Ein Grund für die kurze Dienstzeit war neben den technischen Problemen die schnelle Leistungssteigerung der sowjetischen Luftwaffe und Flugabwehr. Die von Anfang 1953 an bei der sowjetischen Luftwaffe verfügbare Mikojan-Gurewitsch MiG-17 konnte in Flughöhe der B-36 brauchbar operieren, mehr noch die ab Mitte 1955 an die Truppe ausgegebene Mikojan-Gurewitsch MiG-19. Auch erste Flugabwehrraketen wie die S-25 Berkut konnten eine B-36 bekämpfen.
Die US-Luftwaffe setzte die B-36 auch als Instrument der psychologischen Kriegsführung ein. Noch in der Erprobungsphase wurden Formationsflüge über größeren amerikanischen Städten organisiert, um der eigenen Bevölkerung sowie der sowjetischen Aufklärung die nukleare Schlagfähigkeit der USA zu demonstrieren.
Eine Kuriosität stellten Versuche dar, die B-36 als Mutterschiff für das experimentelle Jagdflugzeug McDonnell XF-85 zu nutzen.
Heute (Stand: 2021) sind noch vier weitgehend vollständige B-36 in den Beständen verschiedener Museen in den USA vorhanden.

## Produktion
Die B-36 wurde 1944 in 100 Exemplaren bestellt. Der damalige Stückpreis lag bei 2.541.138 USD. Zum Vergleich: Die B-29 wurde 1944 für 605.360 USD beschafft. Zudem stieg der Preis in der Serienproduktion signifikant an, wie die untenstehende Tabelle zeigt.
Abnahme der B-36 durch die USAF:
| Version     | 1947 | 1948 | 1949 | 1950 | 1951 | 1952 | 1953 | 1954 | SUMME | Preis         |
| ----------- | ---- | ---- | ---- | ---- | ---- | ---- | ---- | ---- | ----- | ------------- |
| XB-36       |      | 1    |      |      |      |      |      |      | 1     |               |
| YB-36       |      |      | 1    |      |      |      |      |      | 1     |               |
| YB-36A      | 1    |      |      |      |      |      |      |      | 1     | 2.541.138 USD |
| B-36A       |      | 20   | 1    |      |      |      |      |      | 21    | 2.541.138 USD |
| B-36B       |      | 18   | 41   | 3    |      |      |      |      | 62    | 2.541.138 USD |
| B-36D       |      |      |      | 14   | 12   |      |      |      | 26    | 4.138.125 USD |
| B-36F       |      |      |      |      | 33   | 1    |      |      | 34    | 4.138.125 USD |
| B-36H       |      |      |      |      | 7    | 49   | 27   |      | 83    | 4.149.446 USD |
| B-36J       |      |      |      |      |      |      | 10   | 23   | 33    | 3.640.214 USD |
| RB-36D      |      |      |      | 14   | 10   |      |      |      | 24    | 4.138.125 USD |
| RB-36E      |      |      |      | (9)  | (13) |      |      |      | (22)  | (Umbau)       |
| RB-36F      |      |      |      |      | 24   |      |      |      | 24    | 4.133.876 USD |
| RB-36H      |      |      |      |      |      | 47   | 26   |      | 73    | 4.149.446 USD |
| SUMME       | 1    | 39   | 43   | 31   | 86   | 97   | 63   | 23   | 383   |               |
| B-36G/YB-60 |      |      |      |      | 2    |      |      |      | 2     |               |

Im Zeitraum von November 1950 bis Februar 1952 wurden von den 62 B-36B insgesamt 59 in B-36D umgebaut. Die 22 RB-36E entstanden zwischen Juli 1950 und Juli 1951 aus 21 B-36A und der YB-36. Der Umbau von 1 RB-36F in GRB-36F erfolgte im Jahre 1951, von 10 RB-36D in GRB-36D im Zeitraum Dezember 1953 bis März 1955. Die zum Testträger für ein geplantes „Atomtriebwerk“ umgebaute XB-36H, flog von 1955 bis 1957 unter der Bezeichnung NB-36H. 24 Bomber und 7 Aufklärer gingen durch Unfälle verloren. Das Flugzeug wurde in den Jahren 1957 bis 1959 aus dem Dienst genommen.

## Versionen

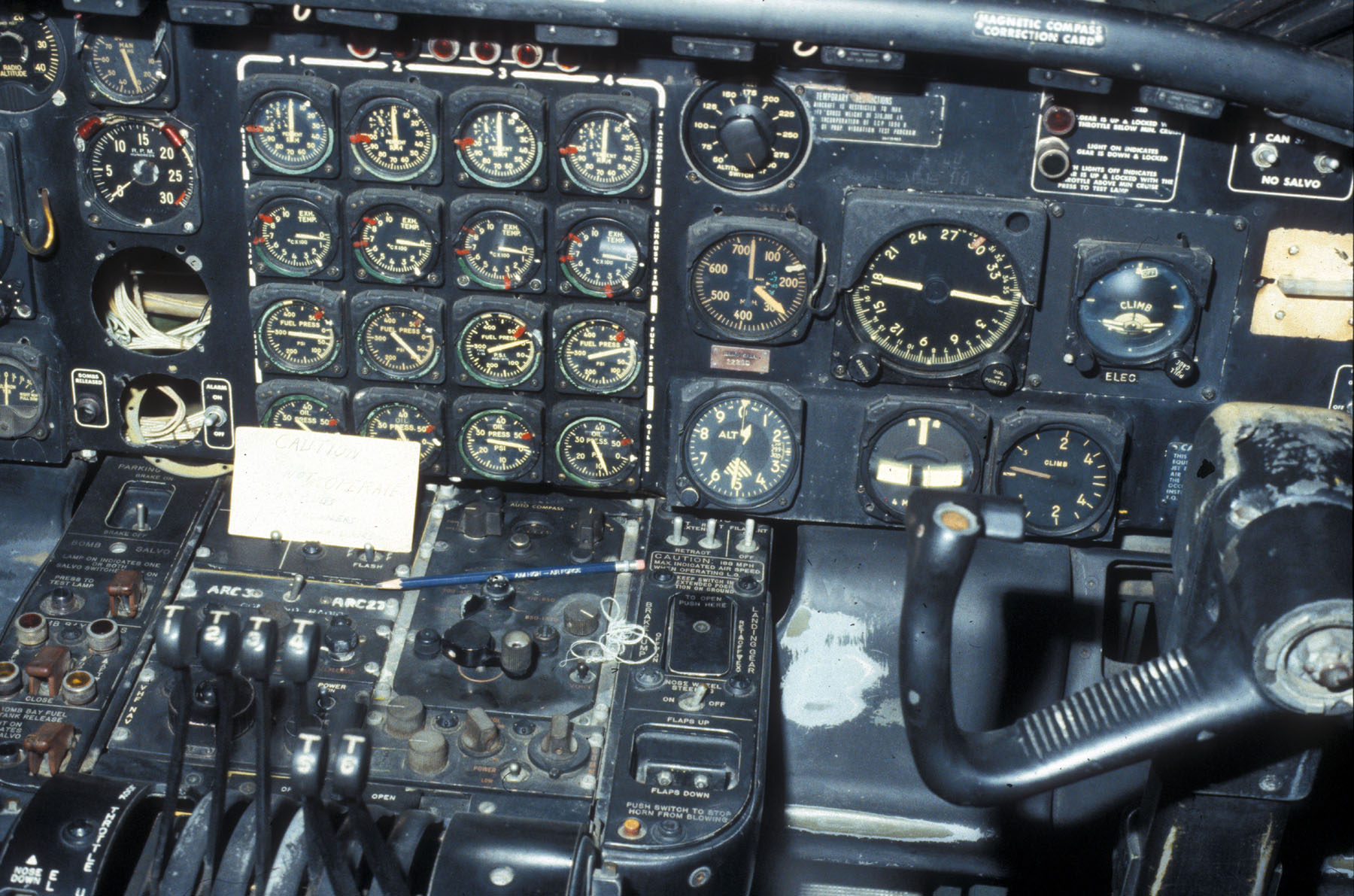
Cockpit einer Convair B-36J Peacemaker

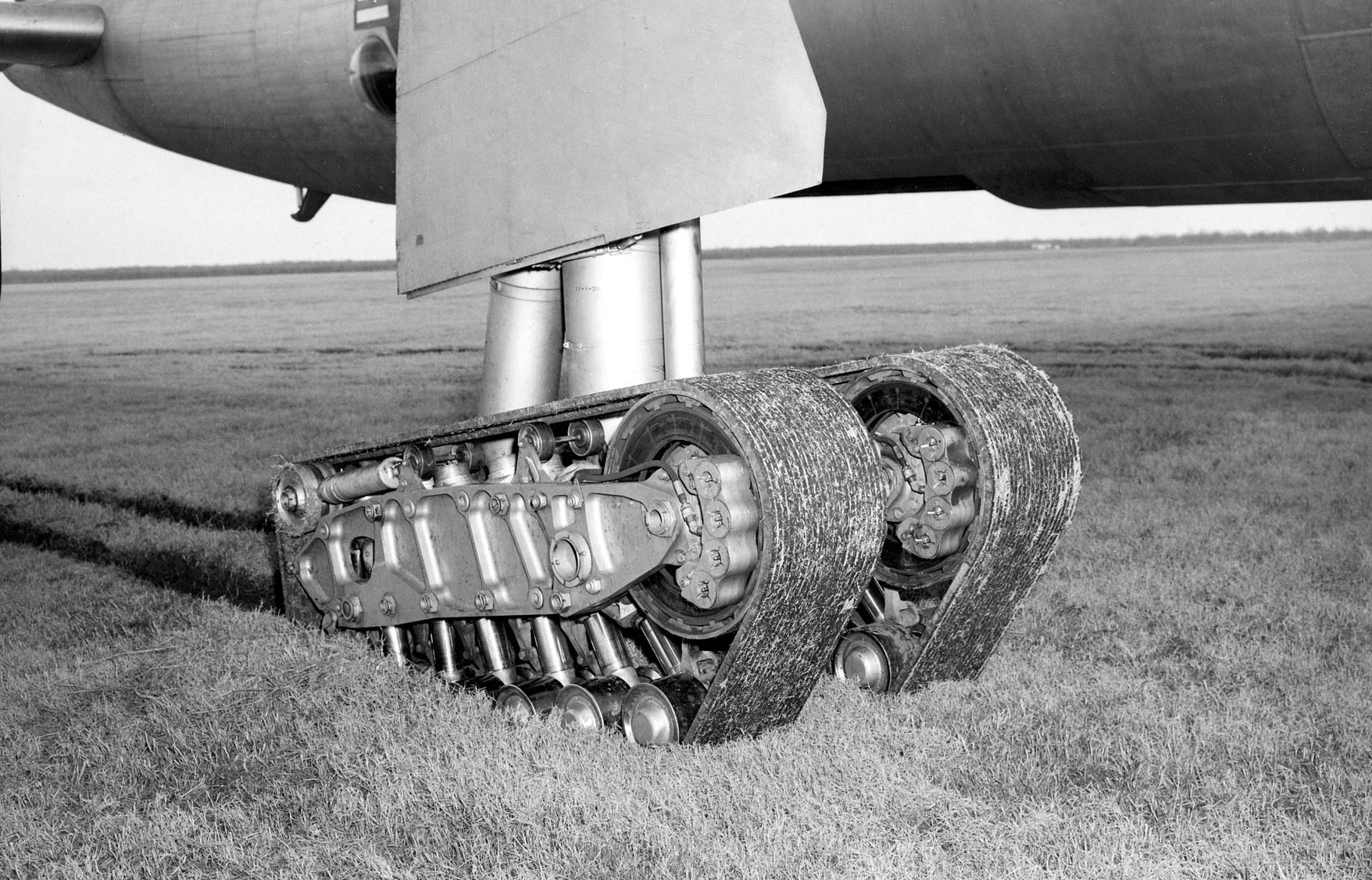
Raupenfahrwerk der XB-36A

XB-36
Prototyp, angetrieben von sechs R-4360-25-Motoren mit je 3000 PS, 1 Exemplar gebaut, später mit Raupenfahrwerk (mit umlaufendem Band, keine Gleiskette) getestet.
YB-36
Prototyp mit veränderter Frontpartie und erhöhtem Cockpit, 1 Exemplar gebaut, später zur YB-36A umgebaut.
YB-36A
Ursprüngliche YB-36 mit vierrädrigem Hauptfahrwerk, später zur RB-36E umgebaut.
B-36A
Serienvariante, unbewaffnet zu Trainingszwecken, 22 gebaut, 21 zu RB-36E umgebaut.
B-36B
Bewaffnete Serienvariante mit sechs R-4360-41-Motoren mit je 3500 PS, 73 gebaut, später zu RB-36D und B-36D umgebaut.
RB-36B
Bezeichnung für 39 B-36B, die zeitweise mit Kameras als Aufklärer ausgerüstet waren.
YB-36C
Projekt für eine Version mit sechs je 4300 PS leistenden R-4360-51-Motoren mit Frontpropellern, nicht gebaut.
B-36C
Geplante Produktionsvariante der YB-36C, Bestellung in B-36B umgewandelt
B-36D
Wie B-36B, mit zusätzlichen vier J47-GE-19-Triebwerken, 22 gebaut und 64 Umbauten aus B-36B.
RB-36D
Strategische Aufklärungsvariante der B-36D mit Kamerainstallation in den Bombenschächten, 17 gebaut und 7 Umbauten aus B-36B.
RB-36E
Die YB-36A und 21 B-36As umgebaut auf den Standard der RB-36D.
B-36F
Wie B-36D aber mit sechs je 3800 PS leistenden R-4360-53-Motoren und vier J47-GE-19-Triebwerken, 34 gebaut.
RB-36F
Strategische Aufklärungsvariante der B-36F mit zusätzlicher Treibstoffkapazität, 24 gebaut.
GRB-36F
Eine im Rahmen des FICON-Programms zum Trägerflugzeug für eine GRF-84F Thunderstreak in der Aufklärungsvariante umgebaute RB-36F. Dieses Gespann wurde für kurze Zeit als einsatzfähiges Waffensystem der US-Luftwaffe geführt. Eine Variante, bei der zwei GRF-84F an den Flügeln einer B-36 vertäut und in der Luft mitgezogen wurden, führte bei einem Versuchsflug zur Kollision der drei Flugzeuge und zum Tod aller Besatzungsmitglieder.
YB-36G
Projekt einer reinen Jet-Variante mit gepfeilten Tragflächen, unter der Bezeichnung YB-60 realisiert.
B-36H
Wie B-36F mit verbessertem Cockpit und Ausrüstung, 83 gebaut.
NB-36H
Eine B-36H mit experimenteller Kernreaktorinstallation, verändertem Cockpit und Frontbereich.
RB-36H
Strategische Aufklärungsvariante der B-36H, 73 gebaut.
B-36J
Höhenvariante mit verstärktem Fahrwerk, vergrößerter Treibstoffkapazität, auf Heckkanonen reduzierter Abwehrbewaffnung und reduzierter Besatzung, 33 gebaut.

## Bilder

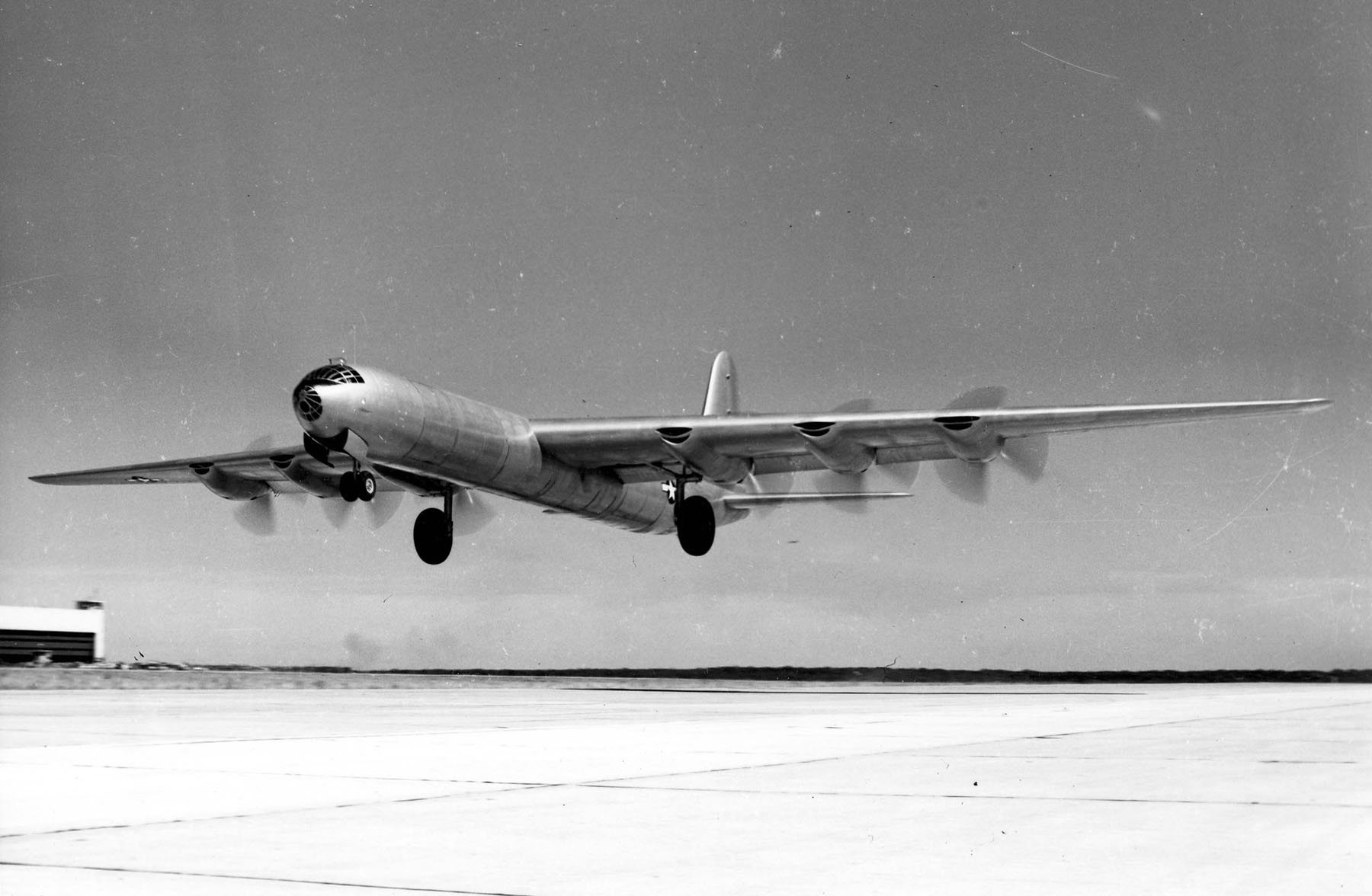
XB-36, Prototyp
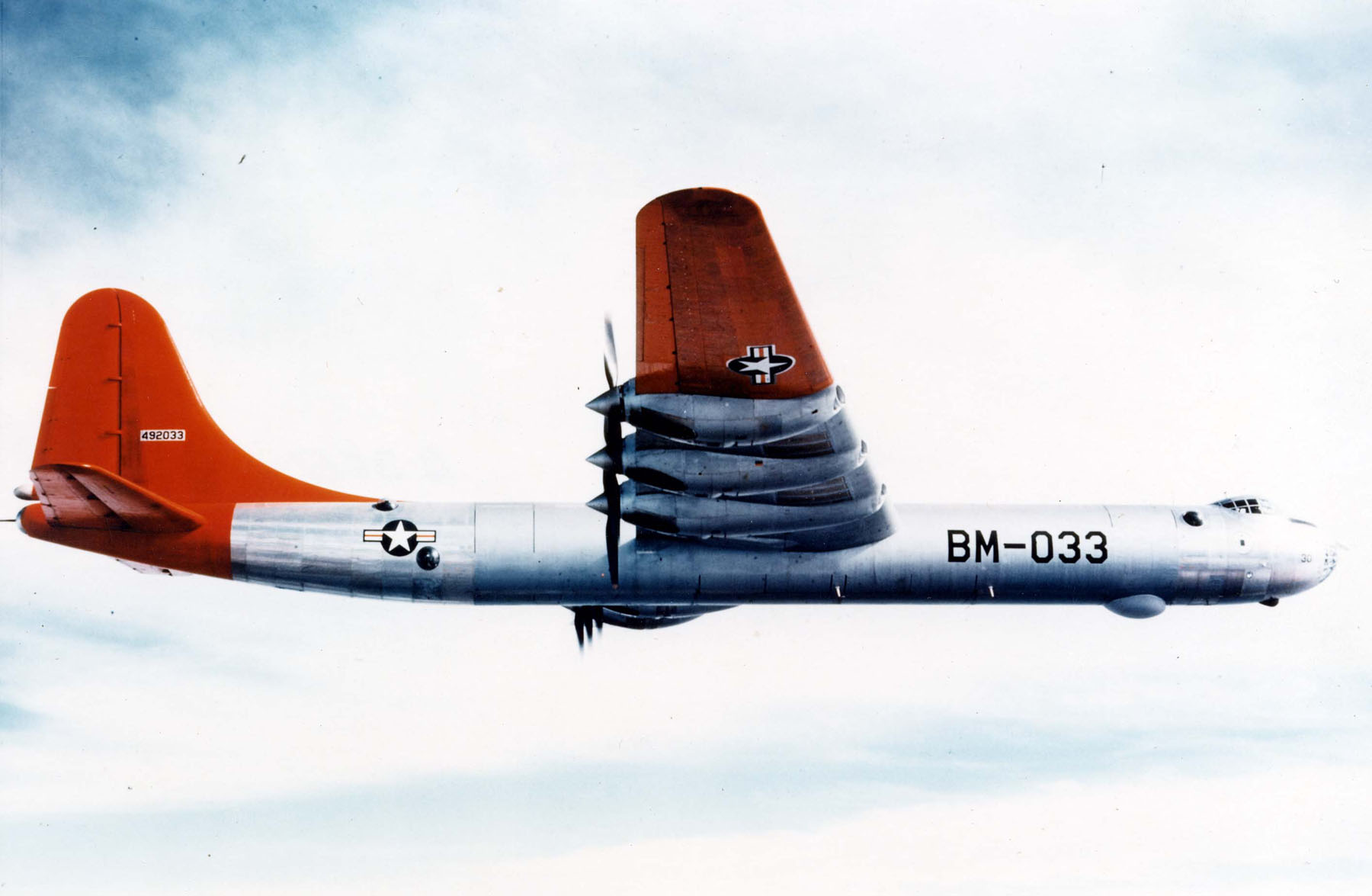
B-36B im Flug
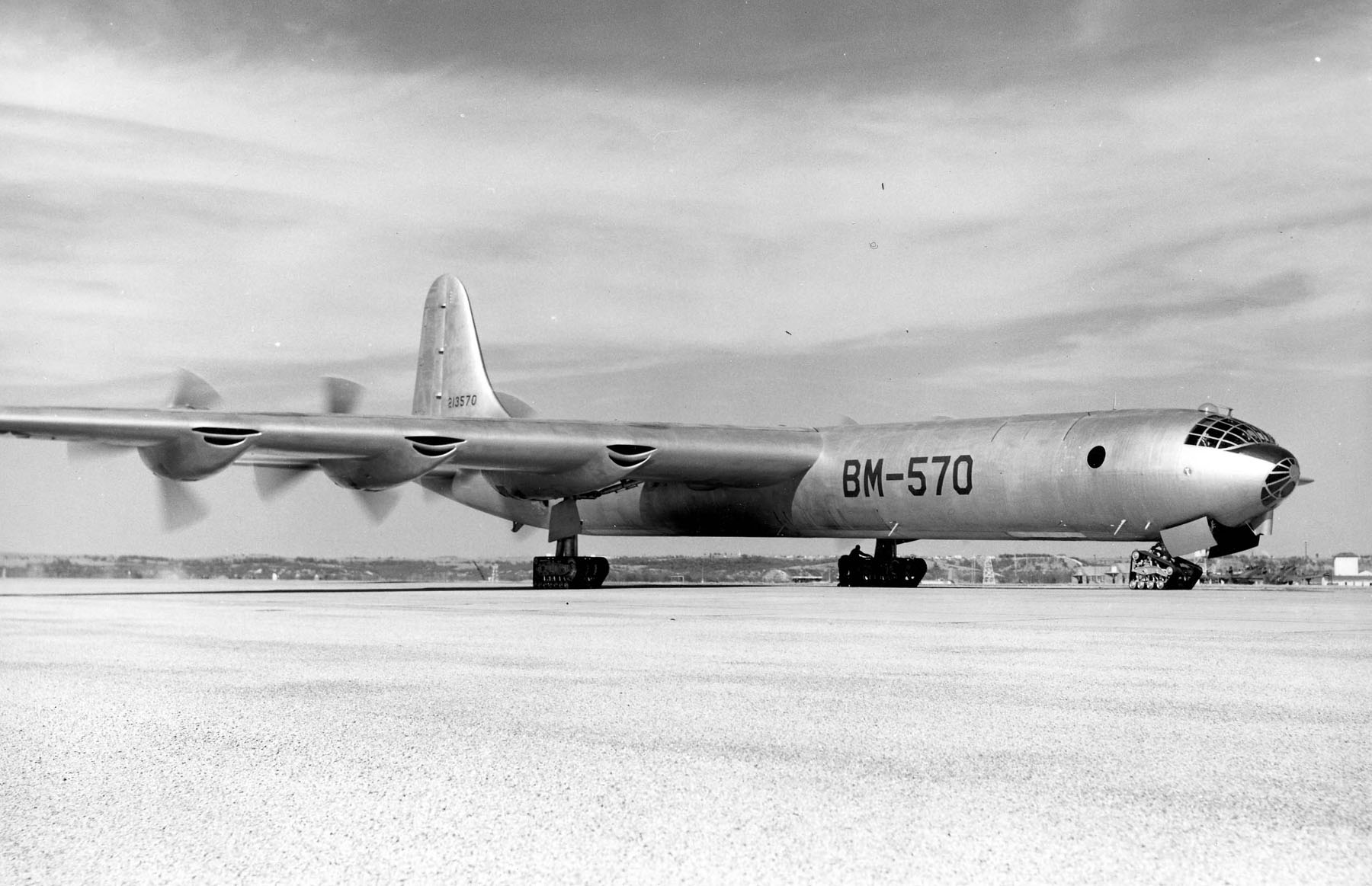
XB-36 mit Kettenfahrwerk
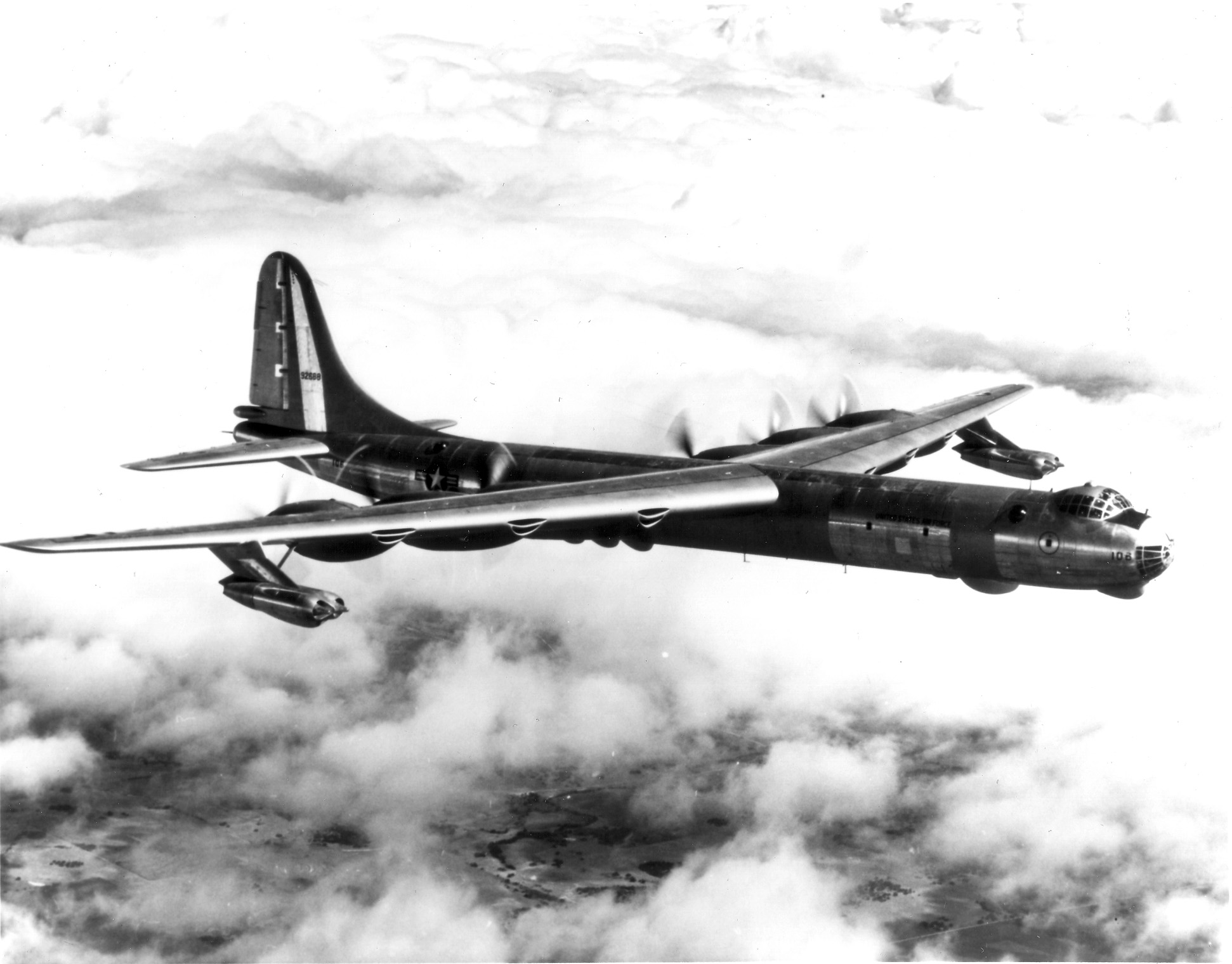
RB-36D
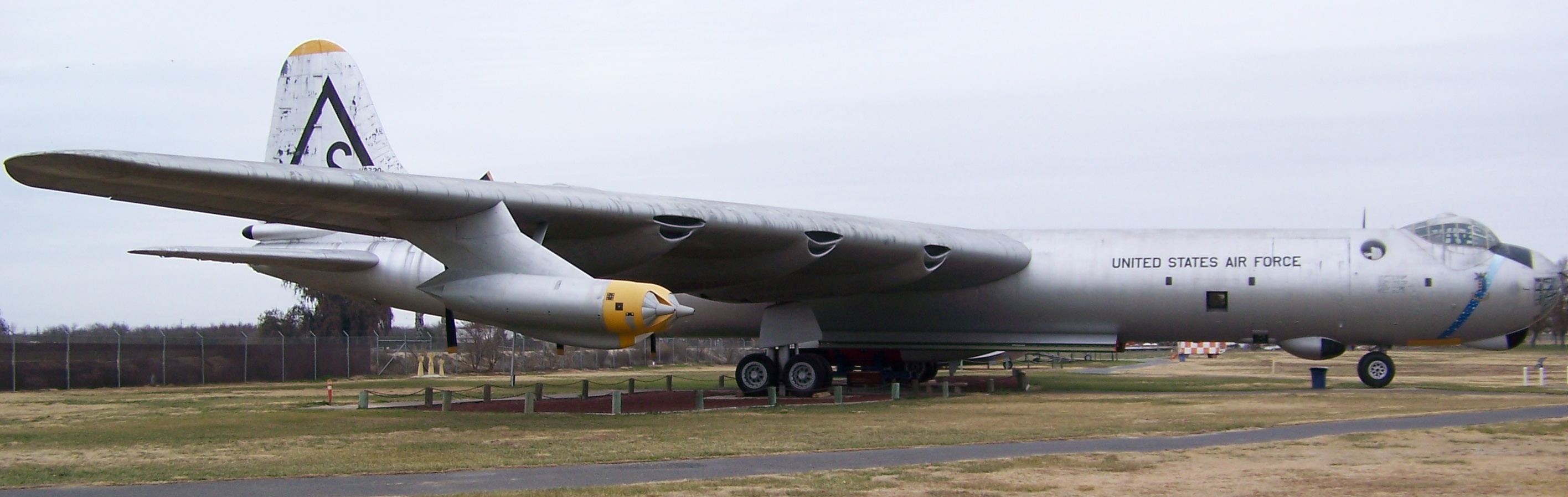
RB-36H
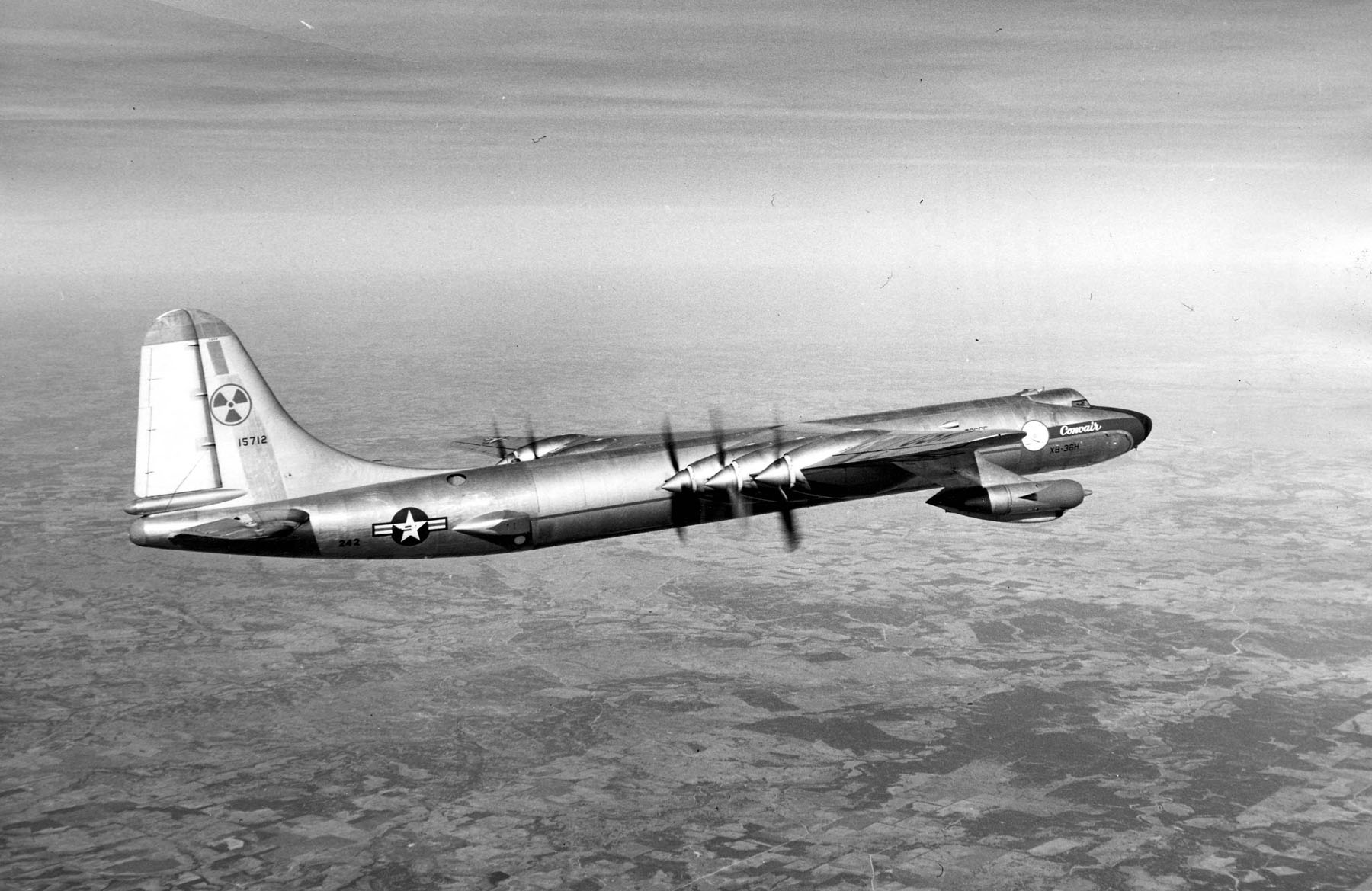
NB-36H, Testträger für Atomreaktor
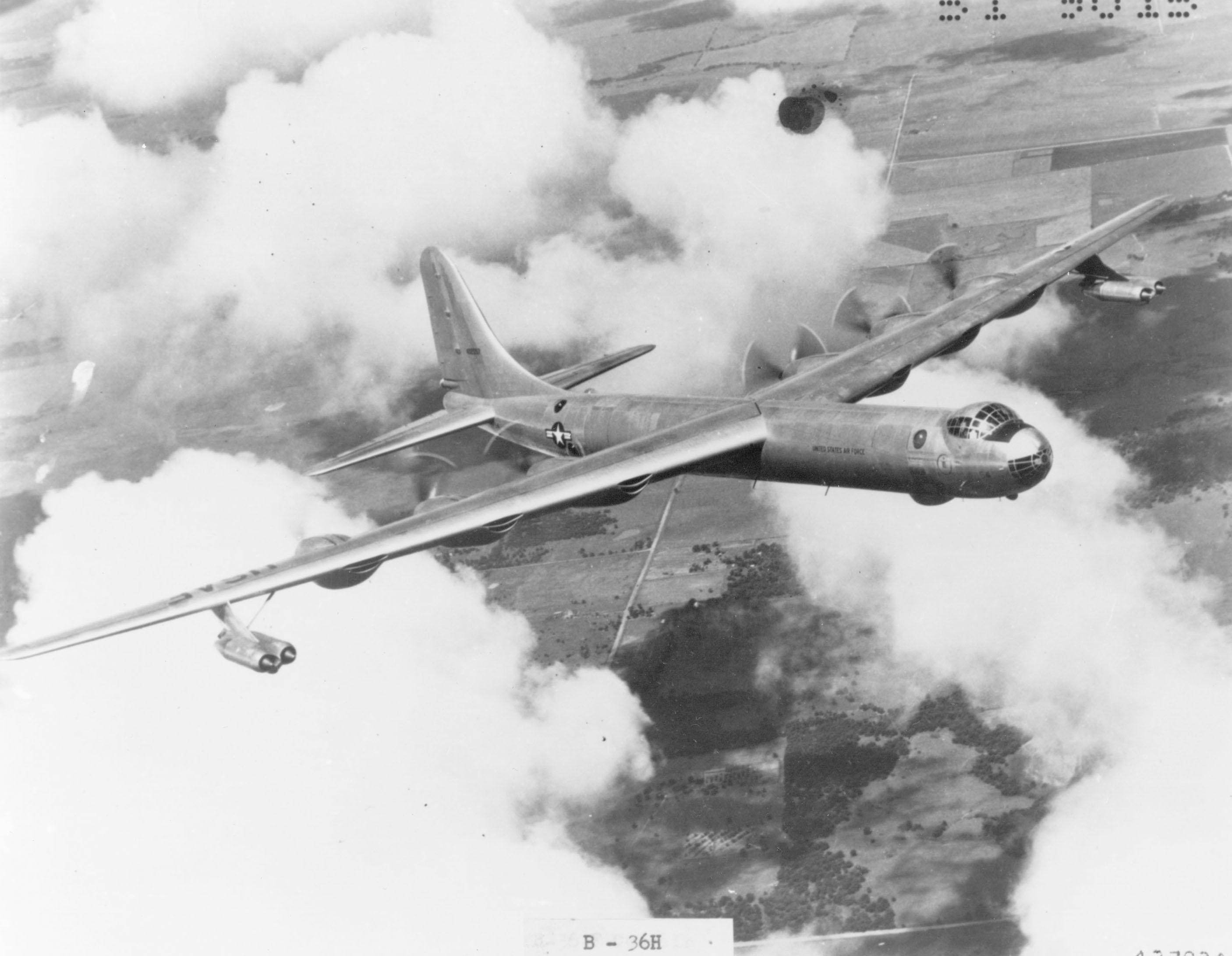
B-36H (Aufnahme aus den 1940er-Jahren)
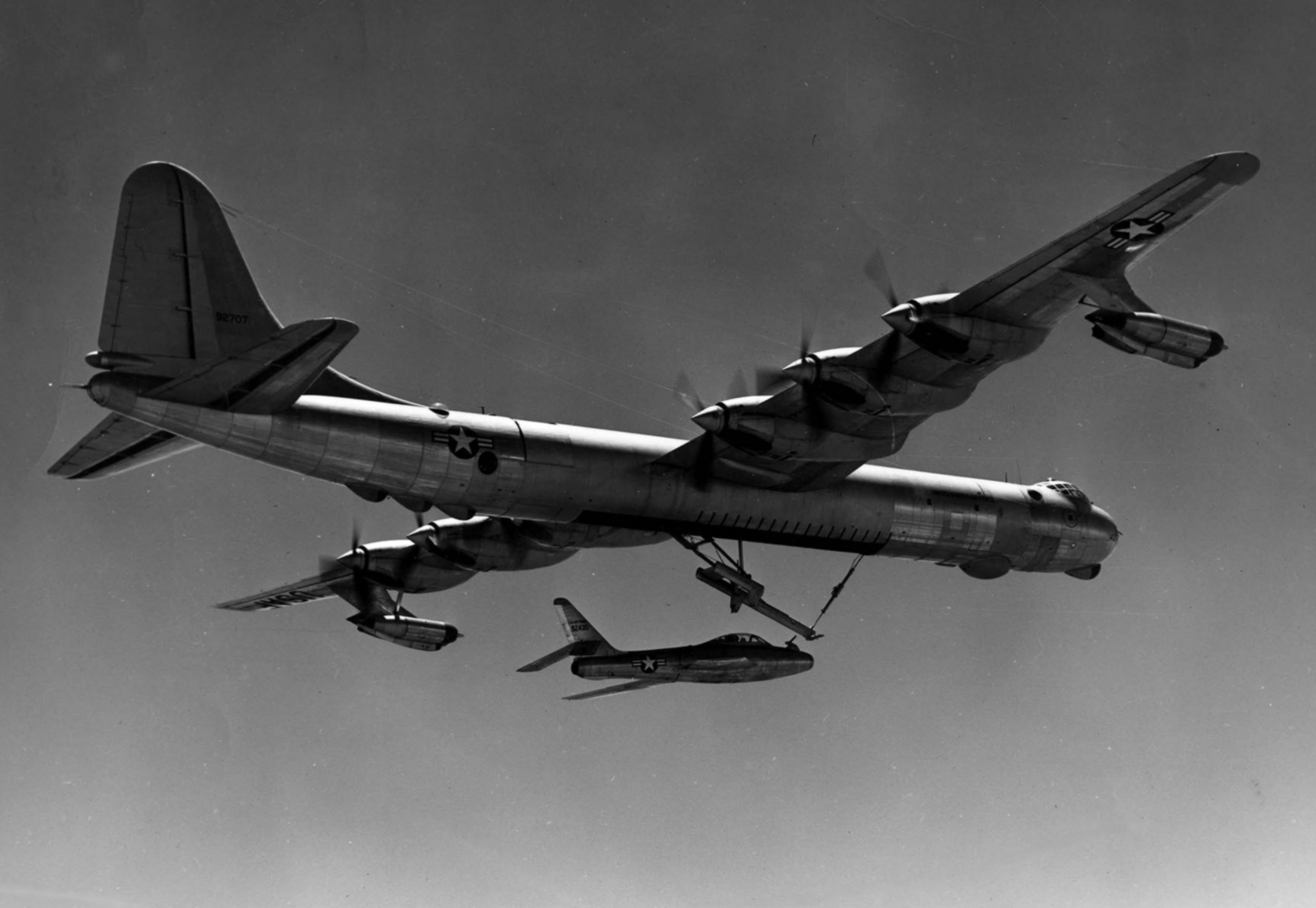
GRB-36F als Trägerflugzeug für YRF-84F-Jäger
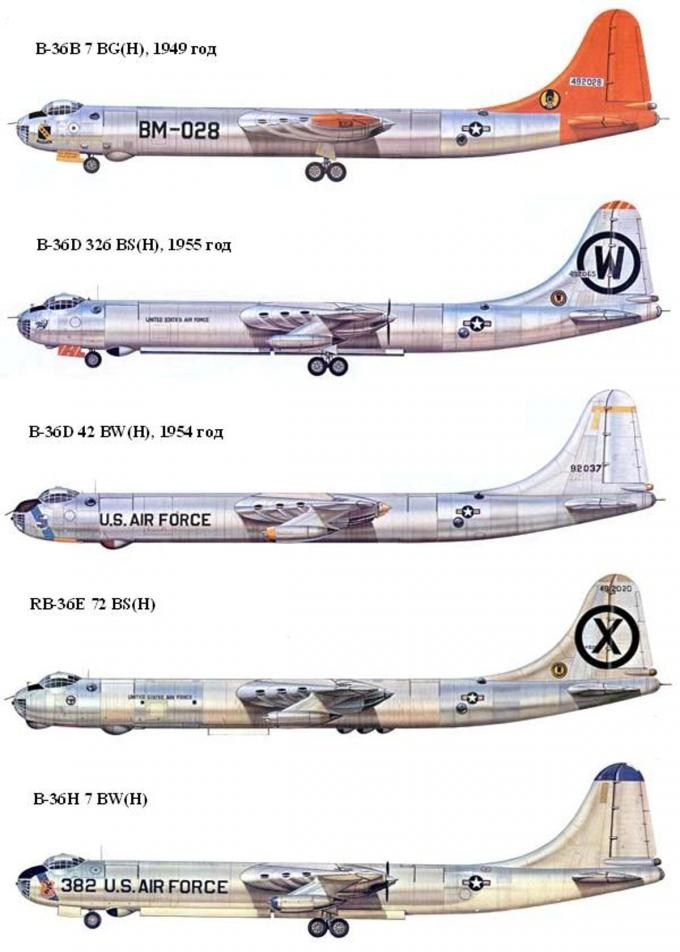
Varianten

## Zwischenfälle
Vom Erstflug 1946 bis zum Betriebsende 1959 kam es mit Convair B-36 zu 32 Totalschäden von Flugzeugen. Bei 16 davon kamen 173 Menschen ums Leben. Beispiele:
- Am 14. Februar 1950 warf die B-36B 44-92075 der 436th Bombardement Squadron (7th Bomb Wing, 8th Air Force) nahe Vancouver Island in Kanada eine Atombombe vom Typ Mk IV in einer Notlage ab. Die Bombe stürzte ins Meer, es kam jedoch zu keiner nuklearen Detonation.[13][14] Angeblich war die Atombombe aber nur eine Attrappe.[15] Fünf der 17 Besatzungsmitglieder starben nach dem Absprung aus dem Flugzeug im kalten Pazifik.
- Am 22. Mai 1957 warf eine B-36 nahe der Kirtland Air Force Base in New Mexico eine Wasserstoffbombe vom Typ Mk. 17 ohne Zünder aus 520 Metern Höhe ab. Es explodierte nur die für die initiale Zündung notwendige konventionelle Sprengladung, die Explosion hinterließ einen Krater von 3,6 Metern Tiefe. Der Waffensystemoffizier hatte versehentlich den Auslösemechanismus betätigt.

## Technische Daten
| Kenngröße             | Daten der B-36J |
| --------------------- | --- |
| Besatzung             | 15 |
| Länge                 | 49,40 m |
| Spannweite            | 70,10 m |
| Höhe                  | 14,22 m |
| Flügelfläche          | 443,32 m² |
| Flügelstreckung       | 11,1 |
| Leermasse             | 77.580 kg |
| max. Startmasse       | 185.973 kg |
| Reisegeschwindigkeit  | 230 mph (ca. 400 km/h) |
| Höchstgeschwindigkeit | 435 mph (ca. 700 km/h) |
| Dienstgipfelhöhe      | 45.700 ft (ca. 13.900 m) |
| Reichweite            | 10.000 mi (ca. 16.000 km) |

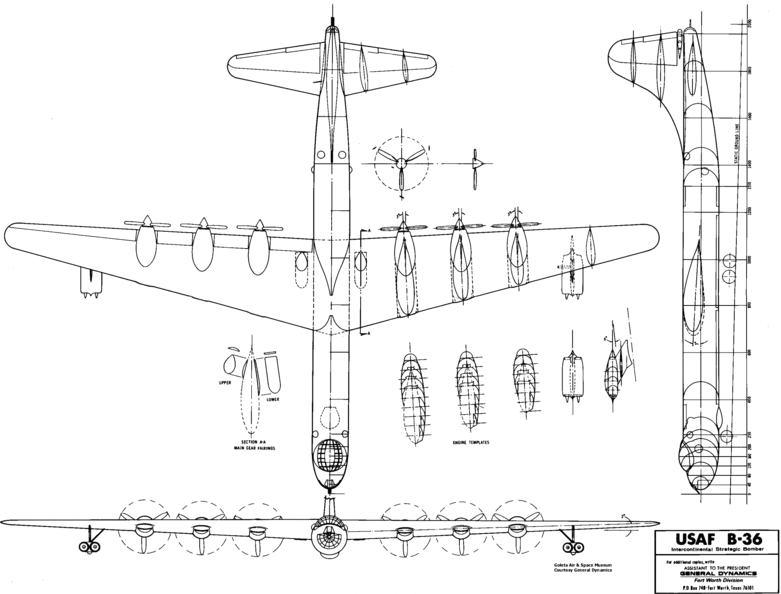
Convair B-36

| Triebwerke            | - sechs 28-Zylinder-Vierfachsternmotoren Pratt & Whitney R-4360-53 Wasp Major mit je 3.800 PS (ca. 2.800 kW) - vier General Electric J47-GE-19-Turbojets mit je 5.200 lbs. (ca. 23 kN) Schub |
| Bewaffnung            | - 16 20-mm-Maschinenkanonen M24A1 - 39.000 kg Bombenlast |